# ذولفت گارائف
ذولفت گارائف (روسی: Зулфат Ирекович Гараев؛ ۱۲ ژانویهٔ ۲۰۰۰) وزنه‌بردار اهل روسیه بود.